# Felix Schütz
Felix Schütz (* 3. November 1987 in Erding) ist ein ehemaliger deutscher Eishockeyspieler, der im Verlauf seiner aktiven Karriere zwischen 2003 und 2021 unter anderem 378 Spiele für den ERC Ingolstadt, die Kölner Haie, EHC Red Bull München, Straubing Tigers und Adler Mannheim in der Deutschen Eishockey Liga (DEL) auf der Position des Centers bestritten hat. Zudem war Schütz, der mit der deutschen Nationalmannschaft bei den Olympischen Winterspielen 2018 die Silbermedaille gewann, auch in Nordamerika, Russland und Schweden aktiv.

## Karriere
Schütz durchlief beim TSV Erding die Jugendmannschaften und wechselte 2002 zu den Jungadlern Mannheim. Dort spielte der links schießende Angreifer 2003/04 in der Deutschen Nachwuchsliga (DNL), wo er mit den Mannheimern den Titel gewann. 2004/05 spielte er für den EV Landshut in der 2. Bundesliga, kam jedoch noch verstärkt im DNL-Team der Bayern zum Einsatz. Für die Saison 2005/06 war er ursprünglich beim ERC Ingolstadt eingeplant, wo er auch einen Vertrag bis 2008 besaß. Jedoch entschied sich Schütz zu einem Wechsel in die kanadische Juniorenliga Ligue de hockey junior majeur du Québec zu den Saint John Sea Dogs, die ihn beim CHL Import Draft 2005 in der ersten Runde an Position 41 gezogen hatten. Dort gelang ihm eine gute Saison, und er entwickelte sich zu einem der Leistungsträger in der Mannschaft. Er wurde zum Jahreswechsel 2006/07 zu den Foreurs de Val-d’Or transferiert. Beim NHL Entry Draft 2006 wurde Schütz von den Buffalo Sabres an 117. Stelle in der vierten Runde ausgewählt.
Zur Saison 2007/08 kehrte er zum ERC Ingolstadt zurück. Im Mai 2008 unterschrieb er bei den Buffalo Sabres einen Dreijahresvertrag und spielte die Saison 2008/09 sowie 2009/10 bei deren Farmteam Portland Pirates in der American Hockey League. Nachdem er sich im Trainingslager 2010 erneut keinen Platz im NHL-Kader der Sabres erkämpfen konnte, entschloss sich Schütz im Oktober 2010 zu einer Rückkehr nach Deutschland und wurde vom ERC Ingolstadt verpflichtet. Am 18. Oktober 2011 wurde sein Vertrag bei den Bayern aufgelöst. Noch am selben Tag wurde er vom Ligarivalen Kölner Haie verpflichtet. Die nächsten beiden Spielzeiten war Schütz für den Verein aus dem Rheinland aktiv, wobei er insbesondere in der Saison 2012/13 mit 41 Punkten in der Hauptrunde hinter Andreas Holmqvist zweitbester Scorer seines Teams war und mit 23 Toren zusammen mit Chris Minard die meisten Tore für seine Mannschaft erzielte. In den Playoffs war er mit zehn Punkten am Finaleinzug der Haie in dieser Saison beteiligt.
Am 2. Juli 2013 gaben die Kölner bekannt, dass der Vertrag im beiderseitigen Einvernehmen aufgelöst wurde, so dass Schütz in der Saison 2013/14 in die russische KHL zum dort neu gegründeten Team Admiral Wladiwostok wechselte. In seiner ersten Saison in der höchsten russischen Eishockeyliga wurde er mit 38 Punkten bester Scorer seines Teams und erreichte mit Wladiwostok die Playoffs, in welchen man dem späteren Gagarin-Cup Sieger HK Metallurg Magnitogorsk unterlag.
Zu einer Vertragsverlängerung kam es allerdings den Sommer über nicht, weil Schütz offenbar auf ein besser dotiertes Angebot hoffte. So absolvierte der zu diesem Zeitpunkt 26-jährige Nationalspieler schon in der Vorbereitung einige Einheiten für den EHC Red Bull München, konnte aber aus versicherungstechnischen Gründen kein Testspiel für die Münchner machen. Er unterschrieb am 18. September 2014 einen Zwei-Jahres-Vertrag bei den Roten Bullen in der Deutschen Eishockey Liga. Einen Monat später kehrte er jedoch zu Admiral zurück und nutzte dabei eine Ausstiegsklausel in seinem Vertrag.

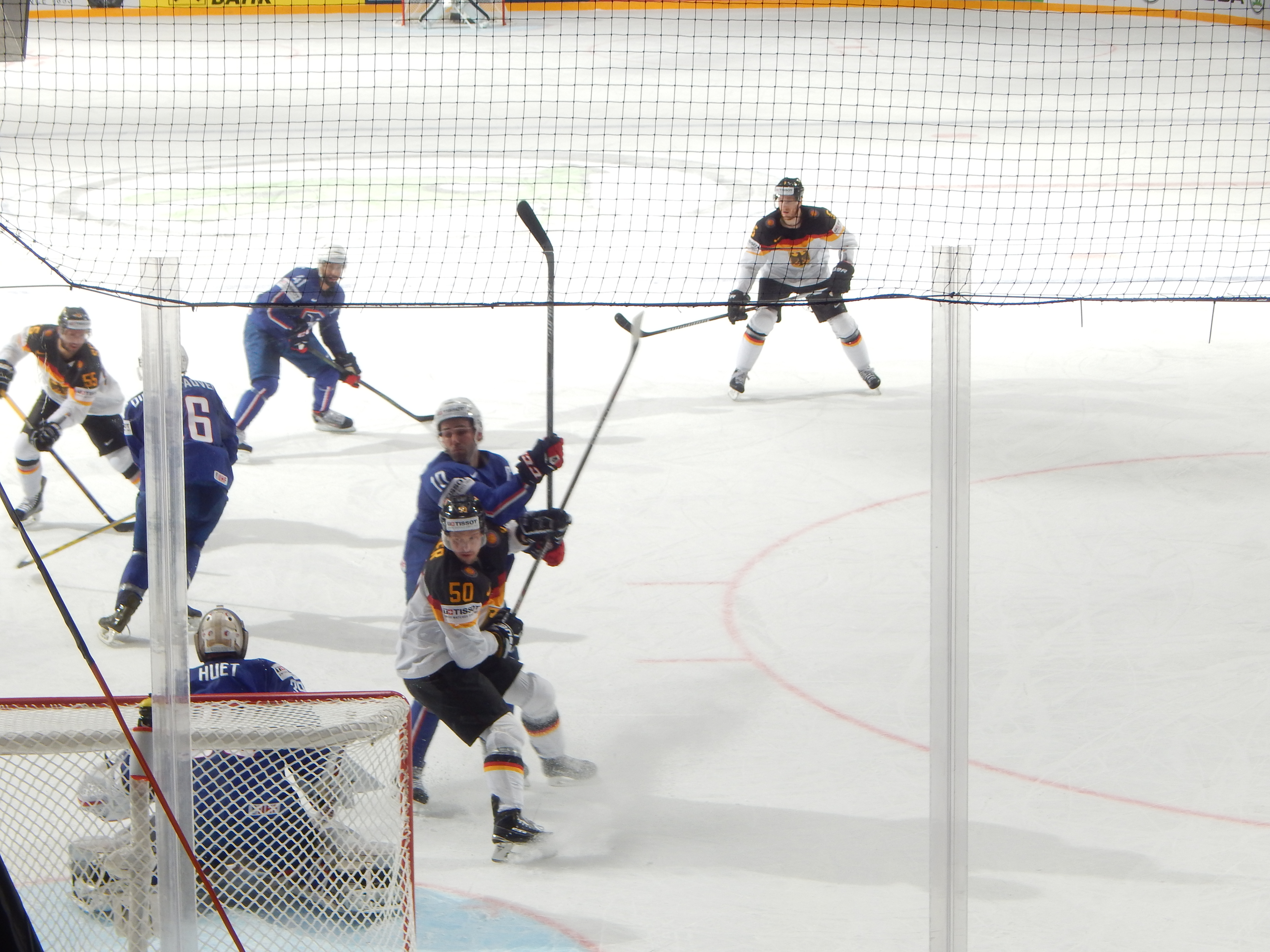
Schütz (links) im WM-Spiel gegen Frankreich (2016)

Im Dezember 2014 wurde er, nach 15 KHL-Partien für Admiral, gegen Tom Wandell vom HK Awangard Omsk eingetauscht. Für Omsk absolvierte Schütz 23 Partien, in denen er fünf Scorerpunkte sammelte. Im Juli 2015 wechselte Schütz innerhalb der KHL von Awangard Omsk zu Dinamo Riga, da Omsk ihn über ein Tauschgeschäft abgeben wollte und Schütz diesem Anliegen zuvorkommen wollte. Nach nur elf Partien für Riga wechselte er im Oktober 2015 zum Ligakonkurrenten Torpedo Nischni Nowgorod.
Nachdem sein Vertrag in Nowgorod im Dezember 2015 in beiderseitigem Einvernehmen aufgelöst wurde, heuerte Schütze einen Monat später beim Rögle BK aus der Svenska Hockeyligan an. Auch in der Folgesaison 2016/17 spielte er für den schwedischen Erstligisten und erzielte in der Relegation das entscheidende Tor, welches der Mannschaft aus der südlichsten Provinz Schwedens den Klassenverbleib sicherte.
Im Juli 2017 meldeten die Kölner Haie seine Rückkehr. In der Hauptrunde der Saison 2017/18 wurde er mit 46 Punkten erfolgreichster Spieler seines Teams und war damit unter den zehn besten Scorern der DEL. In der Folgesaison 2018/19 war er mit 34 Punkten dritterfolgreichster Scorer seines Teams, was jedoch zu keiner Fortsetzung seines Engagements bei den Rheinländern führte.
In der Spielzeit 2019/20 lief Schütz zunächst für den IK Oskarshamn in der Svenska Hockeyligan auf. Er absolvierte jedoch nur sechs Ligaspiele und wechselte noch während der Saison zu den Straubing Tigers zurück in die DEL. Bis zum pandemiebedingten Abbruch der DEL-Saison 2019/20 erreichte Schütz 15 Scorerpunkte in 27 Spielen. Aufgrund des späten Saisonstarts in der DEL kehrte Schütz im Oktober 2020 zum EV Landshut in die DEL2 zurück, bei dem er schon in der Saison 2004/05 gespielt hatte. Kurz vor dem verspäteten Saisonbeginn der DEL wechselte Schütz im Dezember des gleichen Jahres zu den Adlern Mannheim. Mit diesen schaffte er den ersten Platz der DEL-Gruppe Süd und erreichte in den Playoffs das Halbfinale. Im August 2021 gab der inzwischen 33-jährige Schütz bekannt, sich zunächst vom Leistungssport zurückzuziehen. Im Oktober 2022 wurde Schütz als Team-Manager bei seinem Heimatklub TSV Erding vorgestellt.

### International
Im Jahr 2005 begann die Nationalmannschaftskarriere von Schütz, als er bei der U-18-Weltmeisterschaft sowie bei der Junioren-WM für das DEB-Team zum Einsatz kam. 2006 folgte eine weitere Nominierung für die Junioren-Auswahl bei der Weltmeisterschaft. Außerdem wurde er von Uwe Krupp zur Division-I-Weltmeisterschaft erstmals in den Kader der A-Nationalmannschaft berufen, wo er mit dem Team den Aufstieg erreichte. Bei der Weltmeisterschaft 2010 war er der Schütze des 2:1-Siegtreffers im Eröffnungsspiel gegen die USA.
In der Folge bestritt der Stürmer die Weltmeisterschaften 2011, 2012, 2013, 2014, 2016 und 2017 mit der DEB-Auswahl, bei denen er insgesamt dreimal das Viertelfinale erreichte. Zudem absolvierte er die Olympia-Qualifikationsturniere in den Jahren 2013 und 2016, von denen lediglich das Turnier im Jahr 2016 von Erfolg gekrönt war. Bei den Olympischen Winterspielen 2018 in Pyeongchang gehörte Schütz ebenfalls zum deutschen Aufgebot,  gewann die Silbermedaille und wurde dafür am 7. Juni 2018 von Bundespräsident Frank-Walter Steinmeier mit dem Silbernen Lorbeerblatt geehrt.

## Erfolge und Auszeichnungen

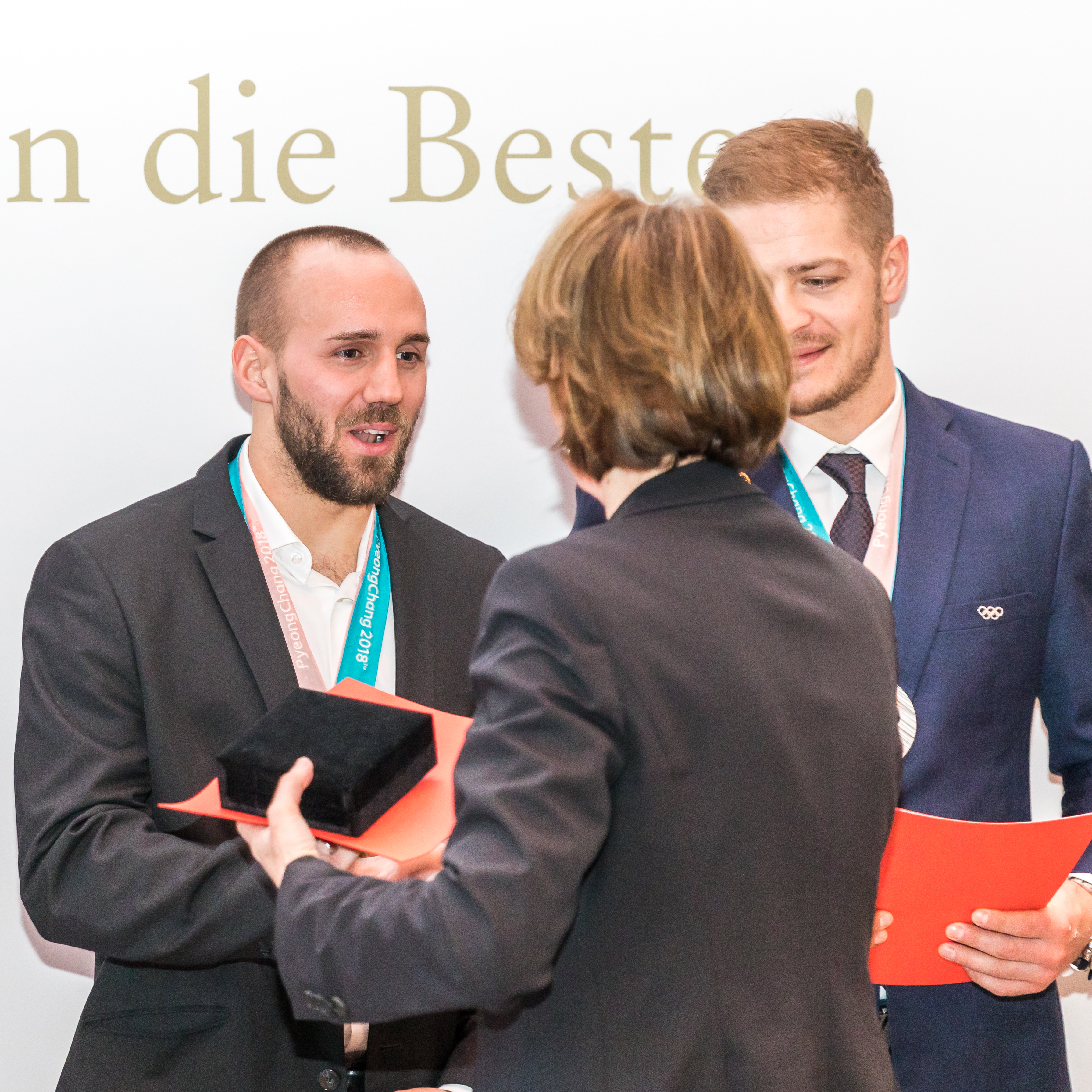
Schütz beim Empfang der Medaillengewinner der XXIII. Olympischen Winterspiele im Rathaus Köln

- 2004 DNL-Meister mit den Jungadler Mannheim
- 2006 LHJMQ All-Rookie Team
- 2008 DEL-Rookie des Jahres
- 2018 Große Sportplakette der Stadt Köln

### International
- 2006 Aufstieg in die Top-Division bei der U20-Junioren-Weltmeisterschaft der Division I
- 2006 Aufstieg in die Top-Division bei der Weltmeisterschaft der Division I
- 2007 Bester Torschütze der U20-Junioren-Weltmeisterschaft
- 2018 Silbermedaille bei den Olympischen Winterspielen

## Karrierestatistik

### International
Vertrat Deutschland bei:
| - World U-17 Hockey Challenge 2004 - U20-Junioren-Weltmeisterschaft 2005 - U18-Junioren-Weltmeisterschaft 2005 - U20-Junioren-Weltmeisterschaft der Division I 2006 - Weltmeisterschaft der Division I 2006 - U20-Junioren-Weltmeisterschaft 2007 - Weltmeisterschaft 2010 - Weltmeisterschaft 2011 | - Weltmeisterschaft 2012 - Qualifikationsturnier für die Olympischen Winterspiele 2014 - Weltmeisterschaft 2013 - Weltmeisterschaft 2014 - Weltmeisterschaft 2016 - Qualifikationsturnier für die Olympischen Winterspiele 2018 - Weltmeisterschaft 2017 - Olympischen Winterspielen 2018 |

(Legende zur Spielerstatistik: Sp oder GP = absolvierte Spiele; T oder G = erzielte Tore; V oder A = erzielte Assists; Pkt oder Pts = erzielte Scorerpunkte; SM oder PIM = erhaltene Strafminuten; +/− = Plus/Minus-Bilanz; PP = erzielte Überzahltore; SH = erzielte Unterzahltore; GW = erzielte Siegtore; 1 Play-downs/Relegation; Kursiv: Statistik nicht vollständig)